# Glömminge
Glömminge är en bebyggelse och kyrkby i Glömminge distrikt (Glömminge socken) i Mörbylånga kommun i Kalmar län, belägen på västra Öland cirka 10 kilometer norr om Färjestaden. Före 2015 avgränsades bebyggelsen till en småort för att vid 2015 tillsammans med bebyggelsen i Strandskogen avgränsas till en tätort namnsatt till Glömminge och Strandskogen

## Befolkningsutveckling
| Befolkningsutvecklingen i Glömminge/Glömminge och Strandskogen 1990–2020                                                                        | Befolkningsutvecklingen i Glömminge/Glömminge och Strandskogen 1990–2020 | Befolkningsutvecklingen i Glömminge/Glömminge och Strandskogen 1990–2020 | Befolkningsutvecklingen i Glömminge/Glömminge och Strandskogen 1990–2020 | Befolkningsutvecklingen i Glömminge/Glömminge och Strandskogen 1990–2020 |
| --- | ------------------------------------------------------------------------ | ------------------------------------------------------------------------ | ------------------------------------------------------------------------ | ------------------------------------------------------------------------ |
| |                                                                          |                                                                          |                                                                          |                                                                          |
| År |                                                                          |                                                                          | Folkmängd                                                                | Areal (ha)                                                               |
| 1990 | 1990                                                                     |                                                                          | 172                                                                      | 28#                                                                      |
| 1995 | 1995                                                                     |                                                                          | 190                                                                      | 30#                                                                      |
| 2000 | 2000                                                                     |                                                                          | 187                                                                      | 30#                                                                      |
| 2005 | 2005                                                                     |                                                                          | 179                                                                      | 31#                                                                      |
| 2010 | 2010                                                                     |                                                                          | 186                                                                      | 35#                                                                      |
| 2015 | 2015                                                                     |                                                                          | 366                                                                      | 135                                                                      |
| 2020 | 2020                                                                     |                                                                          | 885                                                                      | 276                                                                      |
| Anm.: införlivade 2015 småorten Strandskogen och blev då en tätort benämnd Glömminge och Strandskogen. 2020 uppgick Saxnäs i den. # Som småort. |                                                                          |                                                                          |                                                                          |                                                                          |

## Samhället
Här ligger Glömminge kyrka. Här finns även för- och grundskola upp till årskurs 6. Ett kännetecknande landmärke för Glömminge är prästgårdsladorna i vitputsad kalksten med många små ventilationshål. Prästgården är numer privatbostad och ladorna inhyser butiken Ölands Byggnadsvård.

## Idrott
Fotbollsföreningen Glömminge IF har sin hemvist på orten.